# Fernand Auberjonois
Fernand Auberjonois (Vaud, Suíça, 25 de setembro de 1910 - Cork, Irlanda, 27 de agosto de 2004) foi um notório jornalista suíço que trabalhou como correspondente estrangeiro do Pittsburgh Post-Gazette e do The Blade. Durante a Segunda Guerra Mundial, alistou-se nos Estados Unidos e serviu em muitas missões secretas, incluindo transmissões de rádio falsas, distraindo a atenção das forças alemãs do verdadeiro local da invasão do Dia D.
Após o fim da guerra, trabalhou para diversos jornais, bem como para a NBC e Voice of America.
Era filho de René Auberjonois (1872-1957), conhecido pintor do pós-impressionismo suíço.
Casou-se em 1939 com a princesa Laure Louise Napoléone Eugénie Caroline Murat, descendente de Napoleão Bonaparte através de sua irmã Caroline Bonaparte e seu marido Joachim Murat, rei de Nápoles e da Sicília. Seu filho, o ator René Auberjonois nasceu em 1940.